# Sunshine Superman (compilation)
Sunshine Superman è un album compilation del cantautore scozzese Donovan.

## Tracce
Tutti i brani sono di Donovan Leitch.
Side 1
1. Sunshine Superman
2. Legend of a Girl Child Linda
3. The Observation
4. Guinevere
5. Celeste
6. Writer in the Sun

Side 2
1. Season of the Witch
2. Hampstead Incident
3. Sand and Foam
4. Young Girl Blues
5. Three Kingfishers
6. Bert's Blues